# Corallodiscus kingianus
Corallodiscus kingianus är en tvåhjärtbladig växtart som först beskrevs av William Grant Craib, och fick sitt nu gällande namn av Brian Laurence Burtt. Corallodiscus kingianus ingår i släktet Corallodiscus och familjen Gesneriaceae. Inga underarter finns listade i Catalogue of Life.